# Noctilucales
Noctilucales – rząd protistów należących do gromady bruzdnic. Ich charakterystyczną cechą jest produkowanie światła po podrażnieniu komórki (bioluminescencja).

## Charakterystyka
Rząd Noctilucales obejmuje trzy rodziny nietypowych bruzdnic (Noctilucaceae, Leptodiscaceae i Kofoidiniaceae), którym brakuje, przynajmniej w niektórych stadiach życia, typowych dla bruzdnic postaci komórki, takich jak lepka poprzeczna wić lub skondensowane chromosomy. Różnią się one od większości innych bruzdnic tym, że dojrzała komórka jest diploidalna, a jej jądro nie wykazuje organizacji dinokariotycznej. Komórki te mają średnicę od 0,2 do 2 milimetrów i są wypełnione wakuolami (wodniczkami).
Szczególną cechą kilku rodzajów Noctilucales, takich jak Noctiluca, Spatulodinium i Abedinium, jest obecność wysoce ruchliwej „macki” brzusznej (ang. peduncle), która nie występuje u typowych bruzdnic i innych Alveolata. „Macka” Noctiluca porusza się powoli, w cyklu skurczowo-relaksacyjnym, pomagając w zdobywaniu pożywienia – za jej pomocą zdobycz, taka jak plankton, jest przenoszona do cytostomu znajdującego się u jej podstawy. Wszystkie Noctilucales mają wspólną budowę szkieletu komórkowego, który rozciągają się promieniście od jądra komórkowego do błony. Włókna mikrotubularne szkieletu są zaangażowane w poruszanie się, krótkotrwałe zmiany kształtu i złożony proces ontogenetyczny tych organizmów.
Rodzina Leptodiscaceae jest najmniej znana wśród Noctilucales ze względu na delikatność jej przedstawicieli i występowanie w ciepłej wodzie oceanicznej. Ich ciała komórkowe są silnie spłaszczone wzdłuż osi przednio-tylnej, wykazując się dwustronną symetrią lub równikowymi skrzydełkowatymi rozszerzeniami, mogącymi nagle się kurczyć.

## Rozmnażanie
Noctilucales rozmnażają się głównie poprzez rozszczepienie binarne (rozdzielenie komórki na dwa ciała) lub wielokrotne rozszczepienie (rozdzielenie komórki na więcej niż dwa ciała). Wielokrotne rozszczepienie obejmuje procesy podziału mejozy i mitozy i powoduje wytwarzanie ruchliwego roju komórek potomnych, wydostających się z komórki macierzystej.

## Morfotyp
Niedojrzały morfotyp ma dwie zróżnicowane wici, w tym jedną poprzeczną, podobną do wstążki. Niektóre gatunki posiadają bruzdę poprzeczną. Dojrzały morfotyp, który również utrzymuje te morfologiczne cechy, ma promieniujące z regionu okołojądrowego skurczowe włókienka oraz mackę.

## Występowanie
Oprócz Noctiluca, który jest rozpowszechniony w eutroficznych wodach przybrzeżnych wielu kultur, inne Noctilucales występują w środowisku oceanicznym, zarówno tropikalnym, subtropikalnym, jak i umiarkowanym.

## Luminescencja

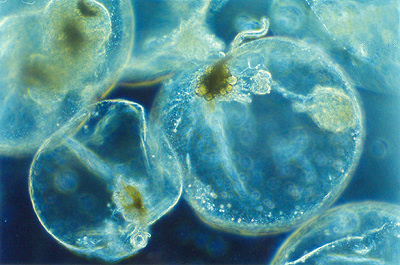
Noctiluca scintillans, potocznie nazywana „iskierką morską”

Najlepiej znanym i zarazem najczęściej występującym przedstawicielem Noctilucales jest Noctiluca scintillans (zwany także N. miliaris, ang. sea sparkle). Jest to gatunek wolno żyjący, zamieszkujący morza i oceany, wykazujący bioluminescencję po dotknięciu. Światło jest wytwarzane w cytoplazmie tego jednokomórkowego protista w wyniku reakcji lucyferyna-lucyferaza w tysiącach sferycznie ukształtowanych organelli zwanych scyntylonami. Duże zakwity N. scintillans postrzegane są czasem jako migoczące światła na oceanie, znane jako milky sea („efekt mlecznego morza”).